# Ministère des Transports de la RDA
Le ministère des Transports de la République démocratique allemande (RDA) (Ministerium für Verkehrswesen der DDR) était le ministère responsable des moyens de transports, au sein du gouvernement de la RDA. Il est créé en 1949 et dissous à la réunification de cette dernière avec la République fédérale d'Allemagne (RFA), en 1990. Ses fonctions ont alors été reprises par le ministère fédéral des Transports et de la Construction.

## Liste des ministres
| # | Image | Nom             | Début du mandat  | Fin du mandat    | Parti       |
| - | ----- | --------------- | ---------------- | ---------------- | ----------- |
| 1 |       | Hans Reingruber | 1949             | 1953             | Indépendant |
| 2 |       | Erwin Kramer    | 1954             | 15 décembre 1970 | SED         |
| 3 |       | Otto Arndt      | 15 décembre 1970 | 13 novembre 1989 | SED         |
| 4 |       | Heinrich Scholz | 13 novembre 1989 | février 1990     | Indépendant |
| 5 |       | Herbert Keddi   | février 1990     | 12 avril 1990    | SED         |
| 6 |       | Horst Gibtner   | 12 avril 1990    | 1990             | CDU-Est     |